# Műkedvelők Színháza
A Műkedvelők Színháza az Irodalmi Könyvkiadónál 1960 és 1964 között megjelent könyvsorozat. Összesen 19 kiadványt foglalt magába, ebből hét romániai magyar szerző műve (Dimény István: Olvasd és ne feledd; Kiss Jenő: A küszöb előtt; Károly Sándor: Égből pottyant vendég; Simon Magda: Megbékélés és Jégverés; Sütő András: Szerelem, ne siess; Szász János: Hat fiú, egy lány). További kilenc kiadványban román szerzők (Al. Adrian, Constanţa Bratu, T. Buşecan, Paul Everac, Şt. Haralamb, V. Ornaru, A. Storin, Dan Tărchilă, Gh. Vlad), két szovjet (L. Szaveljev, Szilennikov-Papajan) és egy spanyol (Carlos Larra) szerző egy-egy darabja jelent meg.